# Нова Тараба
Нова Тара́ба (рос. Новая Тараба) — село у складі Китмановського району Алтайського краю, Росія. Адміністративний центр Новотарабинської сільської ради.

## Населення
Населення — 702 особи (2010; 810 у 2002).
Національний склад (станом на 2002 рік):
- росіяни — 90 %